# Цаненго (Кремона)
Цаненго је насеље у Италији у округу Кремона, региону Ломбардија.
Према процени из 2011. у насељу је живело 189 становника. Насеље се налази на надморској висини од 53 м.